# Elenco delle rappresentative sportive nazionali dell'Inghilterra
L'elenco delle rappresentative sportive nazionali dell'Inghilterra è un elenco incompleto delle squadre sportive che rappresentano l'Inghilterra.

## Rappresentative sportive inglesi

### Eventi multisportivi

#### Giochi del Commonwealth
La squadra viene inviata dal Commonwealth Games Council for England per rappresentare l'Inghilterra ai Giochi del Commonwealth in più occasioni: nel 2010, 2006, 2002, 1998, 1994 e nel 1962 (evento noto come Giochi dell'Impero britannico e del Commonwealth).
Una squadra simile viene inviata dal Commonwealth Games Council per rappresentare l'Inghilterra ai Commonwealth Youth Games.

### Varianti del calcio
- Football australiano, squadra nazionale inglese di football australiano
- Calcio a 5, Nazionale maschile di calcio a 5 dell'Inghilterra

Calcio
- Nazionale maschile di calcio dell'Inghilterra
- Nazionale femminile di calcio dell'Inghilterra
- Nazionale maschile under 21 di calcio dell'Inghilterra
- Nazionale maschile under 19 di calcio dell'Inghilterra
- Nazionale B di calcio dell'Inghilterra
- Nazionale di calcio inglese C

Rugby a 13
- Nazionale maschile di rugby a 13 dell'Inghilterra
- Nazionale femminile di rugby a 13 dell'Inghilterra
- Squadra nazionale inglese di rugby in carrozzina
- England Knights (riserve maschili)
- England Women's Knights (riserve femminili)

Rugby a 15
- Nazionale maschile di rugby a 15 dell'Inghilterra
- Nazionale femminile di rugby a 15 dell'Inghilterra

Rugby a 7
- Nazionale maschile di rugby a 7 dell'Inghilterra
- Nazionale femminile di rugby a 7 dell'Inghilterra

Beach soccer
- Nazionale maschile di beach soccer dell'Inghilterra
- Nazionale femminile di beach soccer dell'Inghilterra

### SSport di battuta
- Badminton, squadra nazionale inglese di badminton
- Baseball, squadra nazionale di baseball dell'Inghilterra

Cricket
- Nazionale maschile di cricket dell'Inghilterra
- Nazionale femminile di cricket dell'Inghilterra
- Nazionale maschile U19 di cricket dell'Inghilterra
- Squadra di cricket dei Lions dell'Inghilterra
- Squadra nazionale inglese di cricket per non vedenti
- Squadra nazionale inglese di cricket per sordi

### Sport con racchetta
- Tennis, nazionale di tennis inglese

Squash
- Nazionale maschile di squash dell'Inghilterra
- Nazionale femminile di squash dell'Inghilterra

### Sport con il bastone
- Bandy, Nazionale di bandy dell'Inghilterra
- Hockey su pista, Nazionale maschile di hockey su pista dell'Inghilterra
- Shinty, Nazionale di shinty dell'Inghilterra

Hockey su prato
- Nazionale maschile di hockey su prato dell'Inghilterra
- Nazionale femminile di hockey su prato dell'Inghilterra

Lacrosse
- Nazionale maschile di lacrosse dell'Inghilterra
- Nazionale femminile di lacrosse dell'Inghilterra

### Altri sport
- Ciclismo, Nazionale di ciclismo dell'inghilterra
- Kabaddi, Nazionale di kabaddi dell'inghilterra
- Korfball, Nazionale di korfball dell'inghilterra
- Netball, Nazionale di netball dell'inghilterra
- Quadball, Nazionale inglese dell'inghilterra
- Roller derby, Nazionale femminile di roller derby dell'Inghilterra

Pallacanestro
- Nazionale maschile di pallacanestro dell'Inghilterra
- Nazionale femminile di pallacanestro dell'Inghilterra

Curling
- Nazionale maschile di curling dell'Inghilterra
- Nazionale femminile di curling dell'Inghilterra